# Carex capilliculmis
Carex capilliculmis là một loài thực vật có hoa trong họ Cói. Loài này được S.R.Zhang mô tả khoa học đầu tiên năm 2005.